# Виссер, Надин
Надин Виссер (род. 9 февраля 1995, Хорн, Северная Голландия) — нидерландская легкоатлетка. Двукратная чемпионка Европы в помещении (2019, 2021) в беге на 60 метров с барьерами. Бронзовый призёр чемпионата мира в помещении 2018 года в беге на 60 метров с барьерами. Чемпионка Универсиады 2017 года в беге на 100 метров с барьерами. Участница Олимпийских игр 2016 года. Двукратная чемпионка Нидерландов (2015, 2020) в беге на 100 метров с барьерами. Шестикратная чемпионка Нидерландов в помещении (2015—2020) в беге на 60 метров с барьерами.

## Биография
Родилась 9 февраля 1995 года в городе Хорн, Нидерланды.
Дебютировала на международной арене в 2011 году, победив на Европейском юношеском олимпийском фестивале в эстафете 4×100 метров и в беге на 100 метров с барьерами. В 2017 году на чемпионате Европы среди молодёжи в Быдгоще победила в беге на 100 метров с барьерами.